# Garcinia dumosa
Garcinia dumosa är en tvåhjärtbladig växtart som beskrevs av George King. Garcinia dumosa ingår i släktet Garcinia och familjen Clusiaceae. Inga underarter finns listade i Catalogue of Life.